# Love letter (MACOのアルバム)
『Love letter 』（ラブ・レター）は、MACOの2枚目のスタジオ・アルバム。2016年9月21日にユニバーサルミュージックから発売。

## 収録曲
全作詞：MACO

### CD
1. love letter
作曲：丸山真由子
2. 人間活動の80%
作曲：Takashi Yamaguchi
3. 恋人同士
作曲：MUSOH・GALAX
4. あなたの彼女
作曲：MUSOH・GALAX
5. 7月7日の今夜
作曲：SHIKATA・KAY
6. 夢見る私を笑わないで
作曲：MUSOH
7. 恋心
作曲：MUSOH
8. family
作曲：SHIKATA・KAY
9. 日記
作曲：MACO・Marchin
10. under the rose
作曲：MACO・Marchin
11. 充電
作曲：MACO・Takashi Yamaguchi
12. 手紙
作曲：MACO・Marchin

### DVD
1. Special Studio Live
  - 恋心
  - 恋人同士
  - Kiss
  - HERO
  - 夜明けがくるまで
2. Music Videos
  - love letter
  - 恋人同士
  - 恋心